# Sziklapatkány
A sziklapatkány (Petromus typicus) az emlősök (Mammalia) osztályának rágcsálók (Rodentia) rendjébe, ezen belül a sziklapatkányfélék (Petromuridae) családjába tartozó faj.
Családjának és nemének az egyetlen faja.

## Előfordulása és életmódja
A sziklapatkány Angola, Namíbia és a Dél-afrikai Köztársaság területein él. Az állat a sivatagos és félsivatagos élőhelyeket kedveli. A Dél-afrikai Köztársasághoz tartozó Namaqualandben 1200 méteres tengerszint feletti magasságba is felhatol. A fajnak 15 alfaja van. Általában nappal tevékeny, és kis csoportokban él.

## Alfajai
- Petromus typicus ausensis Roberts, 1938
- Petromus typicus barbiensis Roberts, 1938
- Petromus typicus cinnamomeus Roberts, 1946
- Petromus typicus coetzeei Cabral, 1966
- Petromus typicus cunealis Thomas, 1926
- Petromus typicus greeni Lundholm, 1955
- Petromus typicus guinasensis Roberts, 1938
- Petromus typicus karasensis Roberts, 1946
- Petromus typicus kobosensis Roberts, 1938
- Petromus typicus majoriae Bradfield, 1936
- Petromus typicus namaquensis Roberts, 1938
- Petromus typicus pallidior Lundholm, 1955
- Petromus typicus tropicalis Thomas & Hinton, 1925
- Petromus typicus typicus A. Smith, 1831
- Petromus typicus windhoekensis Roberts, 1938

## Szaporodása

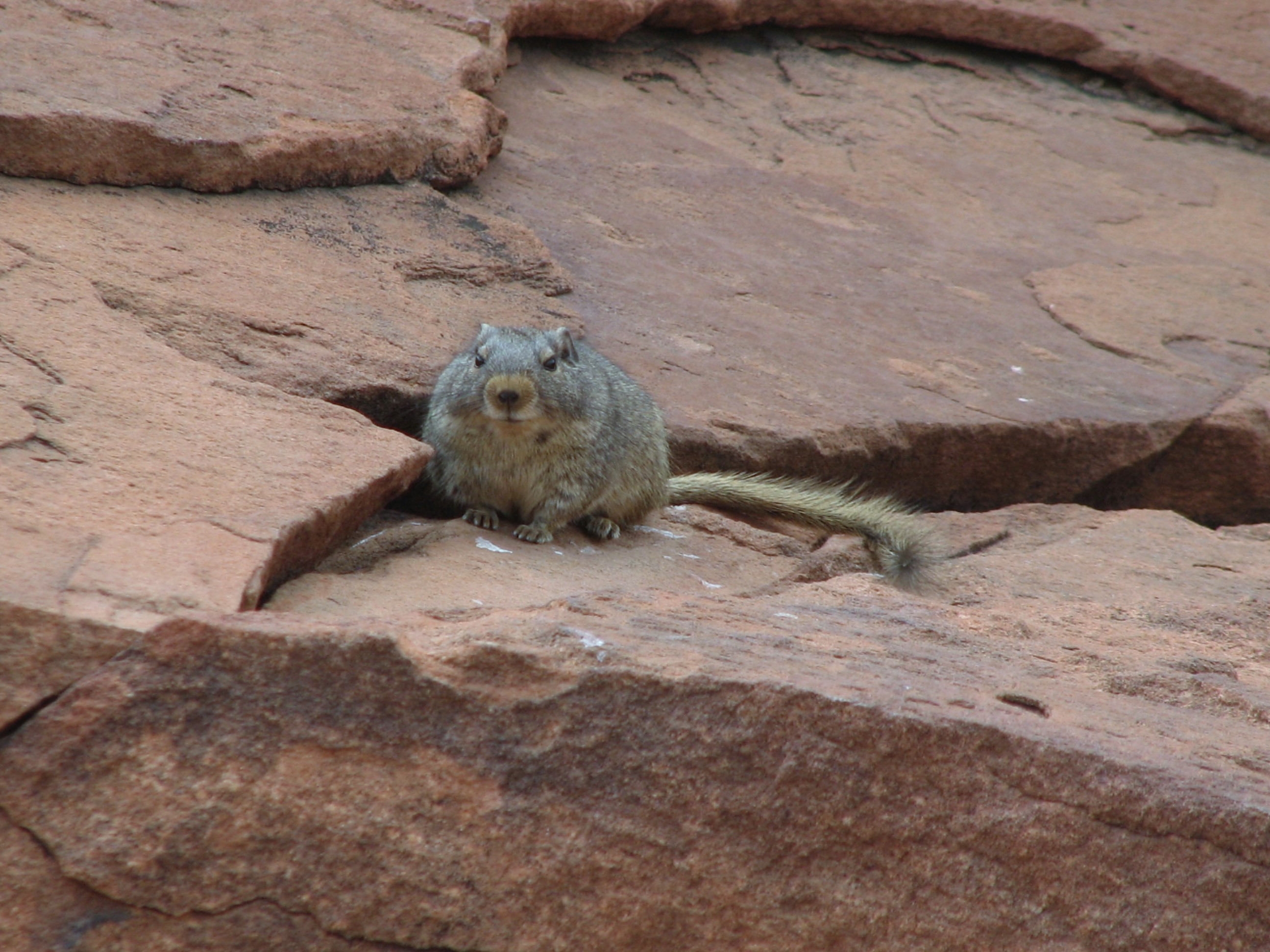
Az állat szemből

A szaporodási időszaka élőhelytől függően változó, de általában késő tavasszal vagy ősszel van. A vemhesség körülbelül 3 hónapig tart. Ennek végén általában 2, néha 3 kölyök születik.